# Albino de Abranches Freire de Figueiredo
Albino de Abranches Freire de Figueiredo (Coja, Arganil, 10 de Dezembro de 1804 – Coimbra, 17 de Agosto de 1876) foi um bacharel formado em Direito pela Faculdade de Direito da Universidade de Coimbra, advogado, magistrado e político, que entre outras funções foi governador civil do Distrito de Santarém (1858-1859), do Distrito de Faro (1859-1863) e do Distrito de Angra do Heroísmo (1865), nos Açores. Foi autor de diversos repertórios de legislação.

## Biografia
Foi um dos líderes da facção conservadora designada por urneiristas ou urneiros, defensores de uma restauração miguelista por via das eleições.
Foi durante muitos anos redactor do jornal legitimista Portugal Velho e colaborou com o seu irmão Alípio Freire de Figueiredo no «Reportório Alphabetico da Legislação».
Em 1846 reeditou a obra poética Viriato Trágico de Brás Garcia de Mascarenhas.
Foi Juiz de Fora em Vila do Conde.
Em 16 de Agosto de 1855 obteve a Comenda da Ordem de Nossa Senhora da Conceição de Vila Viçosa

## Dados genealógicos
Pais: 
- Bernardo de Figueiredo Ferrão Freire de Abreu Castelo Branco
- Ana Maria das Neves Matoso, filha de Caetano Alves Matoso e Águeda Quaresma

Casado com: 
- Maria do Resgate de Bivar da Costa Sermenho filha de João Bernardo da Costa Sermenho e Maria Joana de Bivar

Filhos: 
- Maria do Carmo Soromenho Freire Figueiredo casada com Bernardo Augusto Carneiro Gusmão e Vasconcelos
- Bernardo de Figueiredo Ferrão Freire casado com Adelaide Augusta Pinto Saraiva
- Albino Abranches Freire de Figueiredo casado com Miquelina Augusta Monteiro Mouzinho

## Obras publicadas
- Repertorio ou indice alphabetico, e remissivo de todas as leis publicadas…ordenado pelos dois irmãos advogados Alípio Freire de Figueiredo Abreu Castello Branco, e Albino Abranches Freire de Figueiredo, Lisboa: Imprensa de J. F. de Sampayo, 1840.